# Chapelle Notre-Dame-de-l'Aire
La chapelle Notre-Dame-de-l'Aire est une chapelle située à Talairan dans le département français de l'Aude en région Occitanie.

## Localisation
La chapelle est située sur la commune de Talairan, dans le département français de l'Aude.

## Historique
L'édifice est inscrit au titre des monuments historiques en 1948.